# 대전MBC 프로야구

## 주파수 안내
- 대전,세종,충남권 FM 92.5MHz
- 서해안 지역 FM 91.3MHz
- 보령 지역 FM 93.7MHz
- AM 765kHz